# ハンフォード・マクナイダー

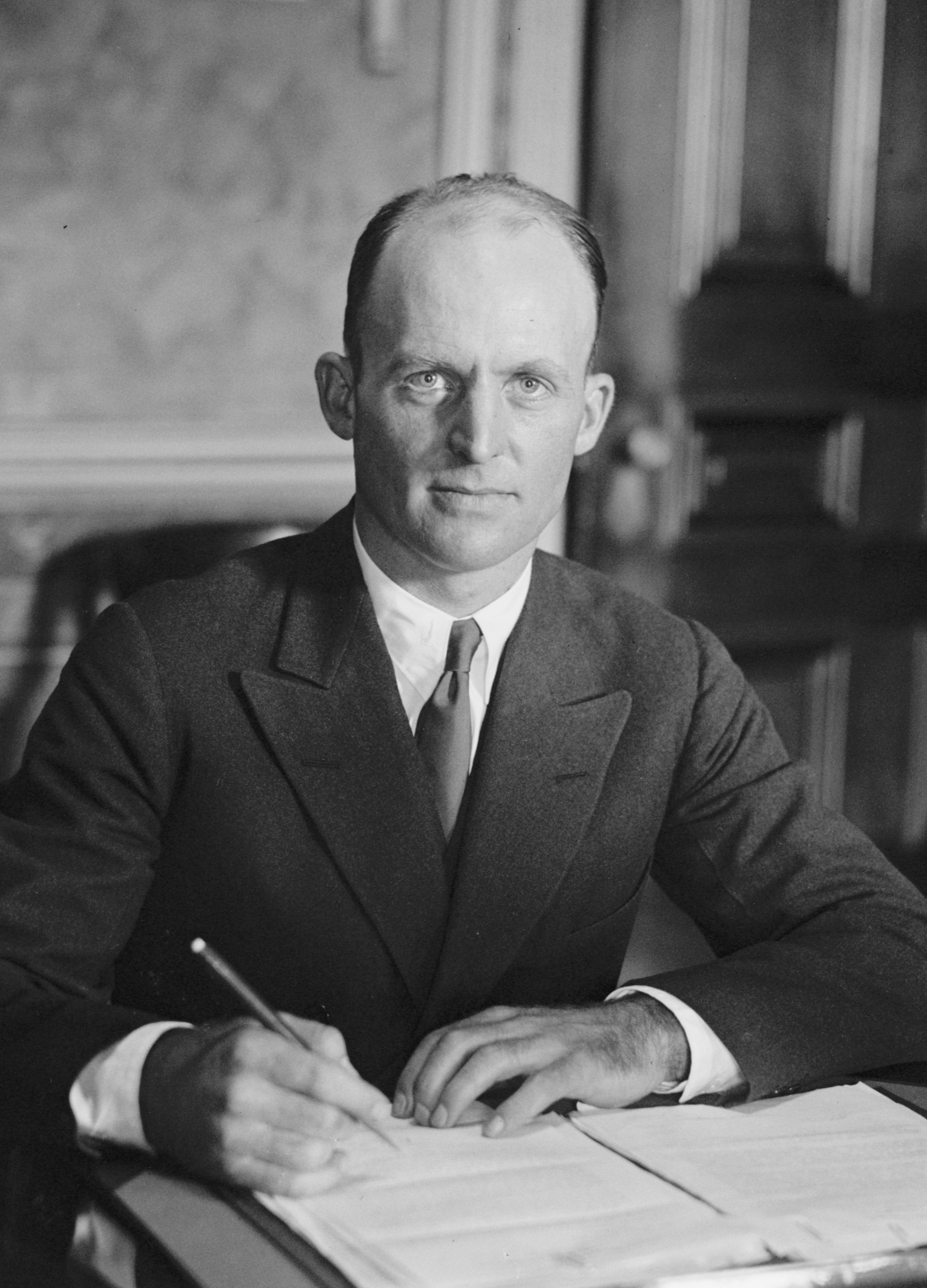
ハンフォード・マクナイダー

ハンフォード・マクナイダー（Hanford MacNider, 1889年10月2日 - 1968年2月18日）は、アメリカ合衆国の軍人、外交官。第一次世界大戦と第二次世界大戦に参加し、ジャック・マクナイダー (Jack MacNider) という呼び名で知られた。共和党に所属し、1930年から1932年にかけて駐カナダ公使を務めた。

## 生い立ちと初期の経歴
1889年10月2日、マクナイダーはアイオワ州メイソンシティにおいて誕生した。マクナイダーはマサチューセッツ州のミルトン・アカデミーで学び、ハーバード大学へ進学した。マクナイダーは1911年にハーバード大学を卒業した。マクナイダーは大学を卒業後、アイオワ州に帰郷した。マクナイダーは父親の銀行で簿記係として働いたが、仕事に強い熱意を持つことはできなかった。

## 第一次世界大戦
第一次世界大戦が開戦すると、マクナイダーは州兵に参加した。マクナイダーは少尉として任命を受けた。1916年、マクナイダーはパンチョ・ビリャ遠征に参加し、米墨国境での警備活動にあたった。1917年、マクナイダーはフランスへ派遣され、中尉として第二歩兵師団に所属した。1919年の帰国時には、中佐まで昇進していた。マクナイダーはフランスでの戦績により、殊勲十字章を受勲した。戦後はアイオワ州に戻り、1920年から1921年までアイオワ州在郷軍人会の代表を務めた。

## 陸軍次官補

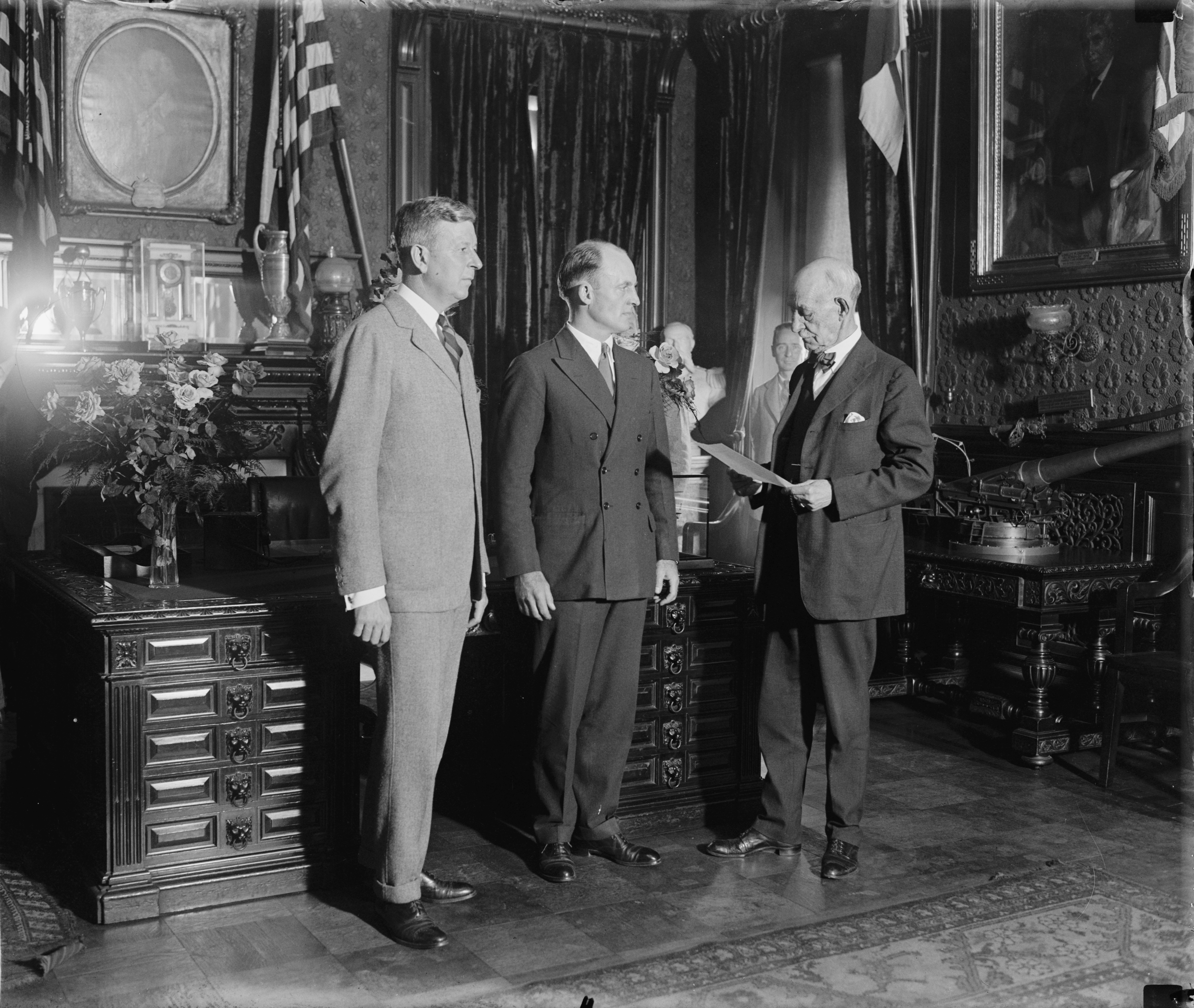
陸軍次官補への就任宣誓

1925年10月、カルビン・クーリッジ大統領はマクナイダーを陸軍次官補に起用した。マクナイダーはドワイト・アイゼンハワー少佐を補佐役として従えた。1928年1月、マクナイダーの父親が死去すると、マクナイダーは父親の事業に関する後処理を行うため、陸軍次官補を辞任し、アイオワ州に帰郷した。マクナイダーは共和党の大統領候補者の1人として名前が挙げられていたが、それに関する要請もすべて断った。

## 外交職
1930年、マクナイダーはハーバート・フーバー大統領により、駐カナダ公使に任命された。マクナイダーは1932年に公使を辞任した。

## 大統領選挙
マクナイダーは共和党において、1932年の大統領選挙の副大統領候補を目指したが、失敗した。1940年、マクナイダーは共和党において、大統領候補ウェンデル・ウィルキーから副大統領候補として誘いを受けたが、マクナイダーはそれを辞退した。そしてマクナイダーは自ら大統領を目指したが、指名獲得には失敗した。またマクナイダーは、1953年にドワイト・アイゼンハワー大統領から閣僚職の提示を受けたが、辞退した。

## 第二次世界大戦
マクナイダーはアメリカ陸軍において准将まで昇進し、1951年の退役時に少将となった。さらに退役の後、中将へと昇進した。マクナイダーは第二次世界大戦においてニューギニアの戦いに参戦し、ブナ作戦部隊を指揮中に負傷した。回復後は第158連隊戦闘団の指揮を任された。
マクナイダーはパープルハート章を2回、青銅星章を2回、銀星章を3回、殊勲十字章を3回受章した。
1968年2月18日、マクナイダーはフロリダ州サラソータにおいて休暇中、肺水腫により死去した。

## 家族
父親はアイオワ州メイソンシティの著名な銀行家チャールズ・ヘンリー・マクナイダー (Charles Henry MacNider)、母親はメイ・ハンフォード (May Hanford) であった。
マクナイダーは1925年2月20日にマーガレット・マコーリー (Margaret McAuley) と結婚した。